# Ictitherium
Ictitherium — вимерлий рід хижих ссавців з родини гієнових. Види Ictitherium жили у Євразії та Африці протягом середнього міоцену до раннього пліоцену (12.7—5.3 Ma).

## Опис
Ictitherium мали довжину близько 1.2 метра і були більше схожі на вівер, ніж на сучасних гієн, маючи довге тіло з короткими ногами і, можливо, коротким хвостом. Є припущення, що I. viverrinum харчувався рослинами, а також середніми та дрібними ссавцями та птахами. Ictitherium був дуже успішним і багатим родом, і на одному місці часто знаходили кілька скам'янілостей.